# Vorrmyrtjärnen (Sävars socken, Västerbotten)
Vorrmyrtjärnen är en sjö i Umeå kommun i Västerbotten och ingår i Sävaråns huvudavrinningsområde.